# Markopoulo Messogheas
Markopoulo Messogheas (tiếng Hy Lạp: ?) là một khu tự quản ở vùng Attiki, Hy Lạp. Khu tự quản Markopoulo Messogheas có diện tích 82 km², dân số theo điều tra ngày 18 tháng 3 năm 2001 là 13644 người.